# مارین اندرسون
 مارین اندرسون (به انگلیسی: Marian Anderson؛ ۲۷ فوریهٔ ۱۸۹۷ – ۸ آوریل ۱۹۹۳) یک خوانندهٔ اهل ایالات متحده آمریکا بود.